# Bolderāja
Bolderāja – jeden z mikrorejonów Rygi – stolicy Łotwy – położony w dystrykcie Kurzeme. Według danych na rok 2021 Bolderāja zamieszkiwało 12 447 osób, a gęstość zaludnienia wyniosła 1499,6 os./km².
W miejscowości jest stacja kolejowa Bolderāja.

## Geografia
Bolderāja znajduje się w północno-zachodniej części Rygi, na lewym brzegu rzeki Dźwina i około 2 km od Zatoki Ryskiej. Wody pokrywają 13,4% powierzchni całego mikrorejonu.

## Galeria

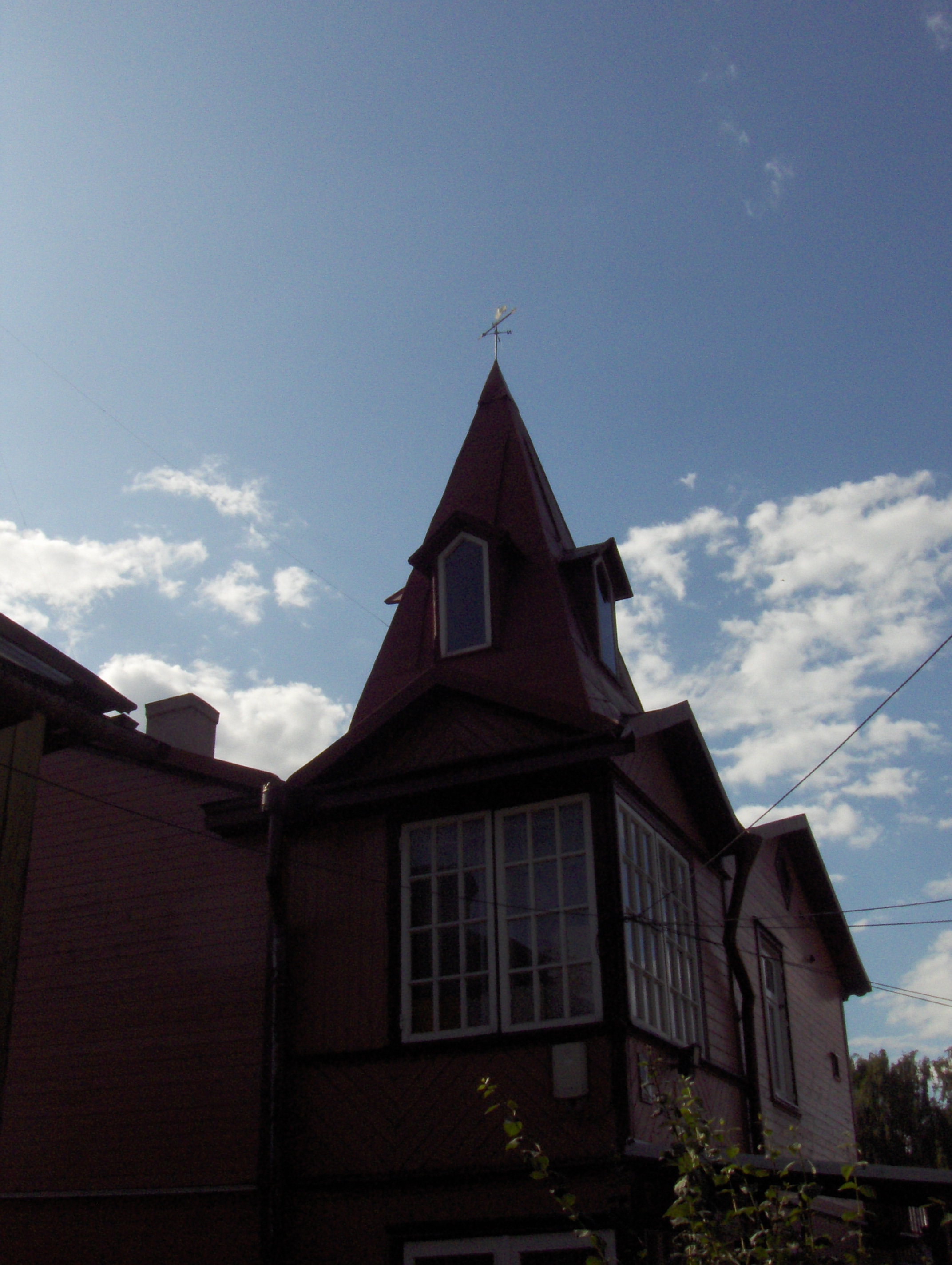
Kościół w Bolderāja
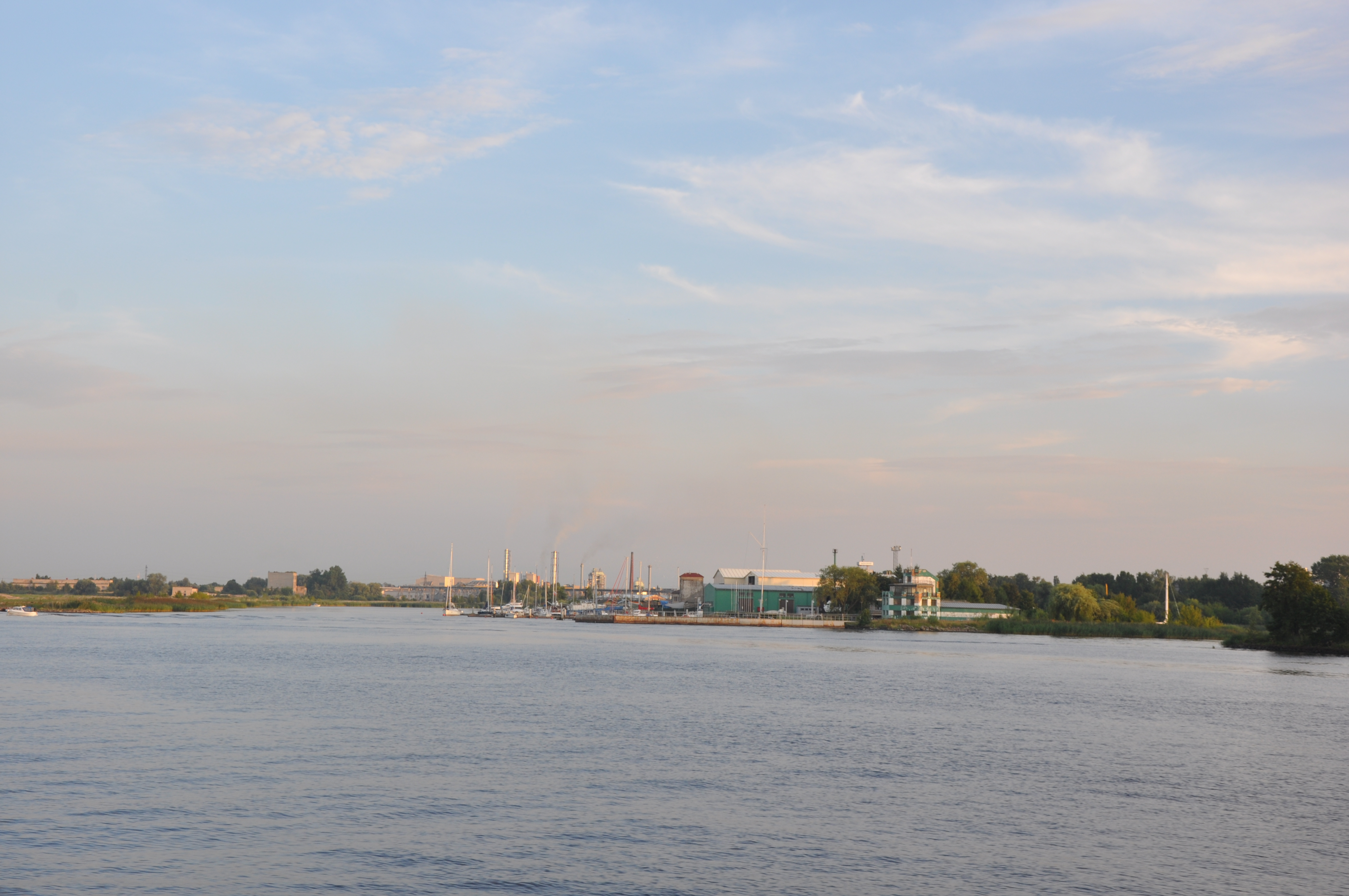
Kanał w Bolderāja
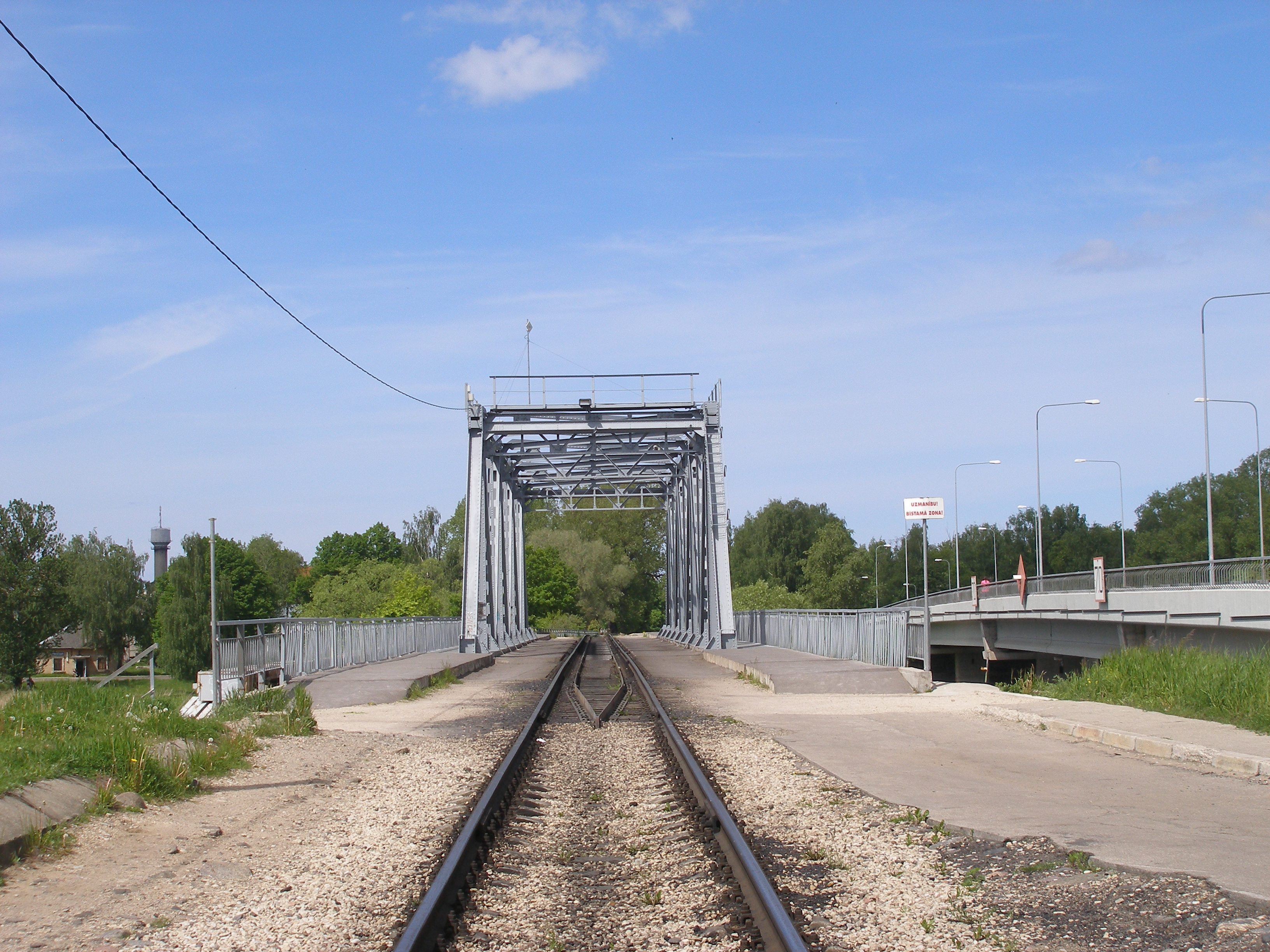
Most kolejowy w Bolderāja
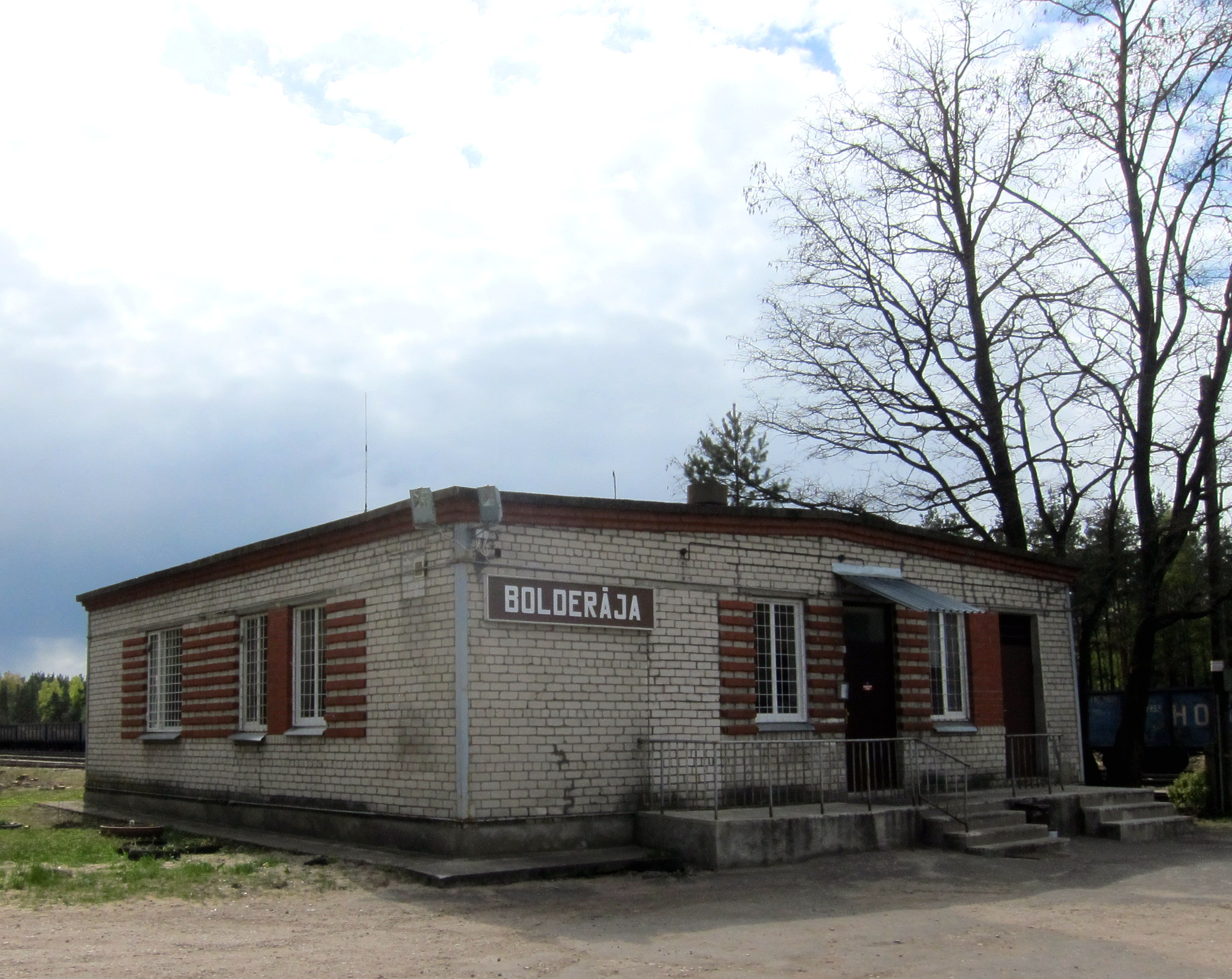
Przystanek kolejowy Bolderāja
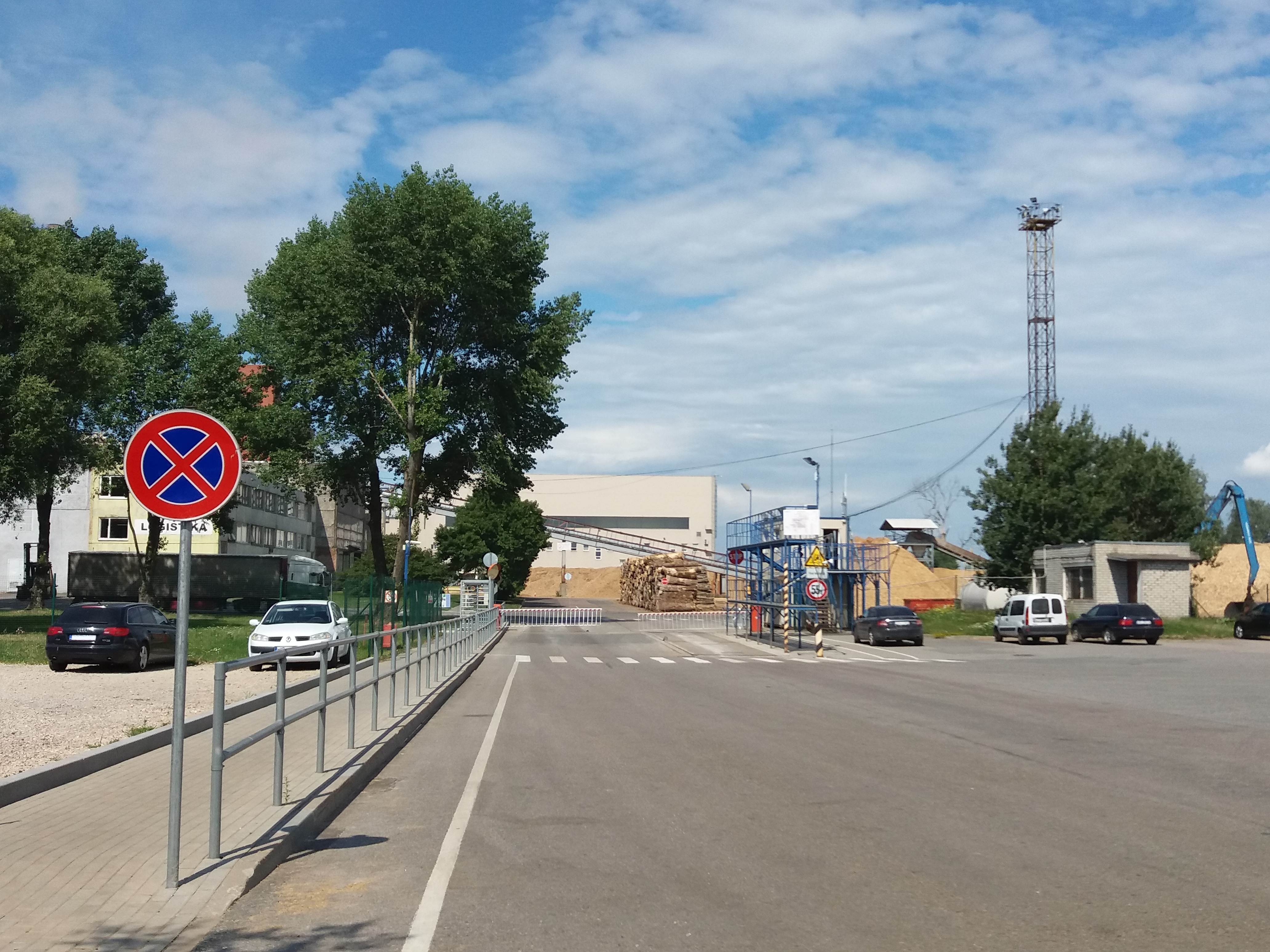
Ulica w Bolderāja